# Valle del Mosela

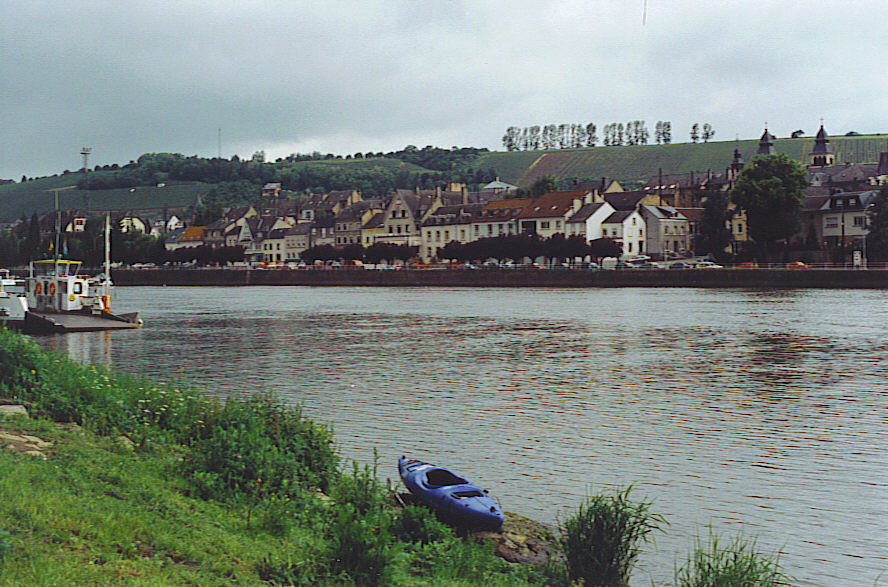
El río Mosela a su paso por Wasserbillig.

El valle del Mosela es una región en el noreste de Francia, suroeste de Alemania y este de Luxemburgo, cuyo centro es el valle formado por el río Mosela. El Mosela discurre por las fronteras de estos tres países y baña un cuarto país, Bélgica.
El Mosela ha sido promocionado como una región productora de vino blanco de calidad desde el siglo XIX. El vino de Mosela se produce en tres países; es el corazón de la industria vinícola de Luxemburgo y es también la región del vino alemán Mosel-Saar-Ruwer; hay algunos viñedos en Francia. El Mosela ha desarrollado una fuerte industria turística alrededor de su reputación como un lugar idílico rural. El sector turístico es destacado en las partes alemana y luxemburguesa del Mosela.
La parte luxemburguesa del valle se corresponde aproximadamente con las partes central y oriental de los cantones de Grevenmacher y Remich. Casi todos los municipios que quedan a baja altitud en Luxemburgo están a orillas del Mosela, pero los principales asentamientos son Grevenmacher, Mondorf-les-Bains, Remich y Wasserbillig, todos los cuales tienen poblaciones que superan las dos mil personas.